# Gajusz (jurysta rzymski)
Gajusz, Gaius (II w. n.e.) – jurysta rzymski, znany głównie jako autor Instytucji Gajusza. Ponadto napisał Libri ex Q. Mucio, De verborum significatione oraz komentarze: do edyktu miejskiego i prowincjonalnego, do ustawy XII tablic, do lex Iulia et Papia, do Senatus consultum Tertullianum i Senatus consultum Orphitianum. Przypisuje się mu także siedem ksiąg Res Cottidianae sive Aurea ("Sprawy codzienne czyli złote").
Niewiele wiadomo o jego życiu. Urodził się prawdopodobnie pod koniec panowania cesarza Trajana (98-117), a zmarł około 180 roku n.e. Fakt, że znane jest jedynie jego imię, a w jego stylu pisania występują formy greckie, może wskazywać, że mieszkał w którejś z rzymskich prowincji wschodnich. Nie jest to jednak pewne. Sam Gajusz jest uznawany w środowiskach naukowych za postać bardzo tajemniczą i kontrowersyjną.
W swojej działalności Gajusz zajmował się głównie nauczaniem prawa rzymskiego. Nie posiadał ius publice respondendi, nie piastował funkcji publicznych, nigdy nie był też cytowany przez współczesnych mu jurystów klasycznych. Dopiero po śmierci doceniono jego dorobek prawny. W 426 roku wraz z Papinianem, Paulusem, Ulpianem i Modestinusem został wymieniony w Ustawie o cytowaniu. Wiele fragmentów z jego komentarzy i monografii weszło następnie w skład Digestów, a Instytucje Gajusza posłużyły jako podstawa dla nowych Instytucji Justyniana. Cesarz ten z uznaniem nazywał go Gaius noster ("nasz Gajusz").

## Instytucje Gajusza
Instytucje Gajusza, Institutiones – podręcznik do nauki prawa napisany przez Gajusza około 160 roku n.e. Składa się z czterech ksiąg. Przełomowa była zastosowana w nim systematyka prawa, które zostało podzielone na trzy działy:
- ius quod ad personas pertinet (dotyczące osób) księga I
- ius quod ad res pertinet (dotyczące rzeczy) księgi II i III
- ius quod ad actiones pertinet (dotyczące powództw) księga IV.

Do XIX wieku Instytucje Gajusza znane były wyłącznie dzięki fragmentom z Digestów i Instytucjom Justyniana. Dopiero w 1816 roku w bibliotece kapituły w Weronie zostały one odkryte przez Bartholda Niebuhra na pergaminowym palimpseście z V/VI wieku, publikacja drukiem nastąpiła w 1820 roku. To wydarzenie miało ogromny wpływ na rozwój wiedzy na temat prawa rzymskiego, szczególnie okresu prawa klasycznego. Tekst oryginalny odtworzono w ok. 80%, reszta została utracona na skutek błędnych technik konserwatorskich. Dwa brakujące fragmenty odnaleziono na papirusach w Egipcie w 1927 i 1933 roku.
Cytując Instytucje Gajusza najpierw umieszcza się literę G, a następnie numer księgi i numer fragmentu. np.: G. 2,78 oznacza, że tekstem tym jest 78 fragment z drugiej księgi Instytucji Gajusza.